# 轟B式土器
轟B式土器（とどろきBしきどき）は、九州地方を中心に中国地方西部、山陰地方、朝鮮半島南岸まで広がる約6000年前の土器である。轟式土器ともいう。名称は熊本県宇土市にある轟貝塚で発見されたものが標式に設定されていることに由来する。深鉢型を原則とし、器面の内外にバイガイなどのアルカ属系二枚貝で条痕調整され、外面の上部に細い粘土の紐を数本貼り付けてある。作り手は南方性海洋性民族（南島系海人族）と考えられるが、朝鮮半島の櫛目文土器の担い手と接触し、影響を受け、曽畑式土器を生み出したとも考えられる。また、ほぼ同じころ、朝鮮半島に分布した新石器時代早期（隆起文系）の土器と特徴が類似している。